# Podsused – Vrapče
Podsused – Vrapče Zágráb városnegyede Horvátországban, a főváros északnyugati részén. A mai városnegyedet Zágráb város 1999. december 14-i statútumával hozták létre.

## Fekvése
Podsused – Vrapče Zágráb legnyugatibb városnegyede. Keletről Črnomerec, délről Stenjevec és Novi Zagreb - zapad városnegyedek határolják. Délnyugatról a Szávánál Sveta Nedelja községgel, nyugaton a Krapina folyónál Zapresics városával határos.
Podsused – Vrapče Zágráb nyugati kapuja. Ezért ennek a városnegyednek az identitása elsősorban azokhoz az utakhoz kapcsolódik, amelyek kelet-nyugati irányban vezetnek a város központjához: a Bologne sugárút, a Samoborska, az Ilica, Karažnik és a Bolnička utca. Az észak-déli irányú utak közül a következők emelkednek ki jelentőségükkel: a Vrapčanska, a Gospodska, a Dubravica utca és a Zelena magistrala. A terület déli, nagyobb része városiasodott, a dombos, északi rész pedig megőrizte vidéki jellegzetességeit.

## Története
A mai Podsused – Vrapče kerület területén, a medvenicai Veternica barlangban Gornji Stenjevec település felett, őskori ember (homo Crapiniensis) több mint 35 000 éves csontjait fedezték fel. A térség ősi lakosának maradványaival együtt kőszekercéket, árakat és kaparókat találtak, amelyek az itt élők magas kultúrájának jellegzetes tárgyai.
Vrapče környékének első állandó településeit az úgynevezett urnamezős kultúra maradványai jelzik, melyek az i. e. 1700 és i. e. 750 közötti időszakból származnak. A mai Bolnička utcában ástak ki urnás és kőkoporsós sírokat, bennük edényekkel, valamint az i. e. 1200-ból származó bronz tárgyakkal. A római időkben a vrapčei kőbánya kövét a Száva mentén szállították át a mai Stenjevec városrész területén található kikötőn keresztül a pannon síkságon fekvő településekig.
A szlávok betelepülésének idejéből származó szláv harcos sírját találták Podsused határában vas- és bronzfegyverekkel. A Podsused és Vrapče elnevezések a középkori viharos eseményei közepette alakultak ki. Az első név arra utal, hogy a település Sused (azaz Szomszédvár) régi feudális birtokának lábánál helyezkedik el. Az utóbbi név pedig az ősi szláv „rab” szóból származik, amely rabszolgát vagy jobbágyot jelentett, amely közvetlenül kapcsolódik ahhoz a tényhez, hogy ez volt a térség legnagyobb feudális birtoka, melyet még III. Béla király adományozott a zágrábi káptalannak.
Szomszédvárat 1316-ban Anjou Károly Róbert király építette. A 16. században családi kapcsolatok és örökség révén a birtok Tahy Ferenc kezébe került, aki ellen a parasztok 1573-ban fellázadtak. A Susedgrad és Gornji Stenjevac környékén február 3-án kitört parasztfelkelést azonban a nemesi sereg leverte. A 16. században Lika és Korbava vidékéről jelentős számú a török elől menekülő új lakosság költözött be erre a területre, mivel a 16. század végén és a 17. század elején a török betörések során ezeken a területeken a falvakat felégették és az egyházakat elpusztították.
Vrapčében az első templom az ismeretlen időben épített Szent Kereszt templom volt, mely a Prišlinova út jobb oldalán egy dombon állt. Ezt a templomot többször villámcsapás sújtotta és romos volta miatt elhagyták. Helyette 1704-ben Ivan Znika zágrábi kanonok új barokk templomot épített Szent Borbála tiszteletére. Az első nagy lendületet Zágráb ezen részének betelepülésére a Zidani Most - Zágráb - Sziszek vasútépítés adta. A „Zagorska željeznica” 1886-ban épült, a Zágráb - Szamobor keskeny nyomtávú vasút pedig 1901. május 14-én került üzembe.
A már említett Stenjevec és Vrapče mellett ezen a területen a voltak régebbi települések is: Orešje, Kostanjek, Dolec, Bizek, Dolje, Jarek, Goljak, Borčec, Perjavica és Lisičina. Az 1890-es népszámlálás szerint Borčec népessége volt a legnagyobb 780, ezen kívül 400 ember élt Bizekben és Doljban. Az itt élő lakosok számának különösen erőteljes növekedését az 1970-es és az 1980-as években jegyezték fel Gajnice új településének és a Stenjevec-sjever lakótömb megépítésének köszönhetően. Így Vrapče településnek, amelynek 1880-ban 245, 1931-ben pedig 1994 lakosa volt, az 1971-es népszámlálás idején 13180 lakosa volt.
A második világháború alatt a Podsused – Vrapče kerület teljes területe még mindig Zágráb város határain kívül estek, bár az ottani helyi népi bizottságok a Zágrábi kerülethez tartoztak. Csak 1949. december 23-án csatlakoztak a városhoz Borčec, Podsused, Stenjevec Gornji és Vrapče Gornje - Bregi részei. Gajnice és Stenjevec volt községeknek a vasútvonaltól délre található részei a Stenjevec városrészhez tartoznak.